# ウェランド (オンタリオ州)

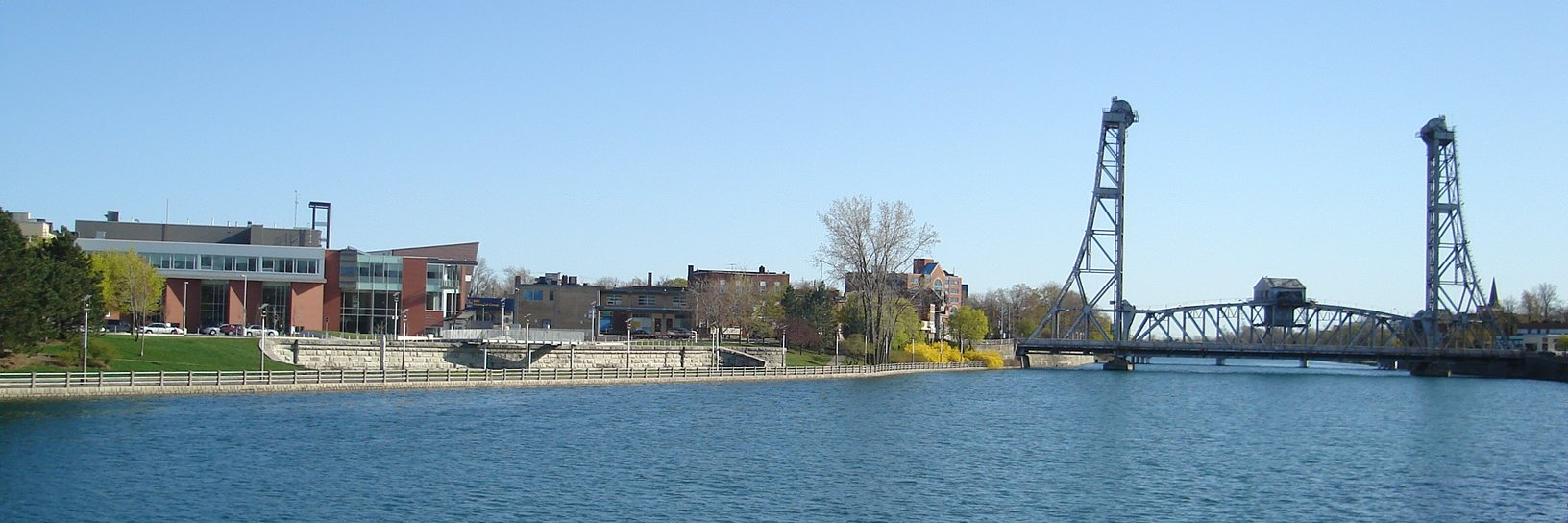
ウェランド市街

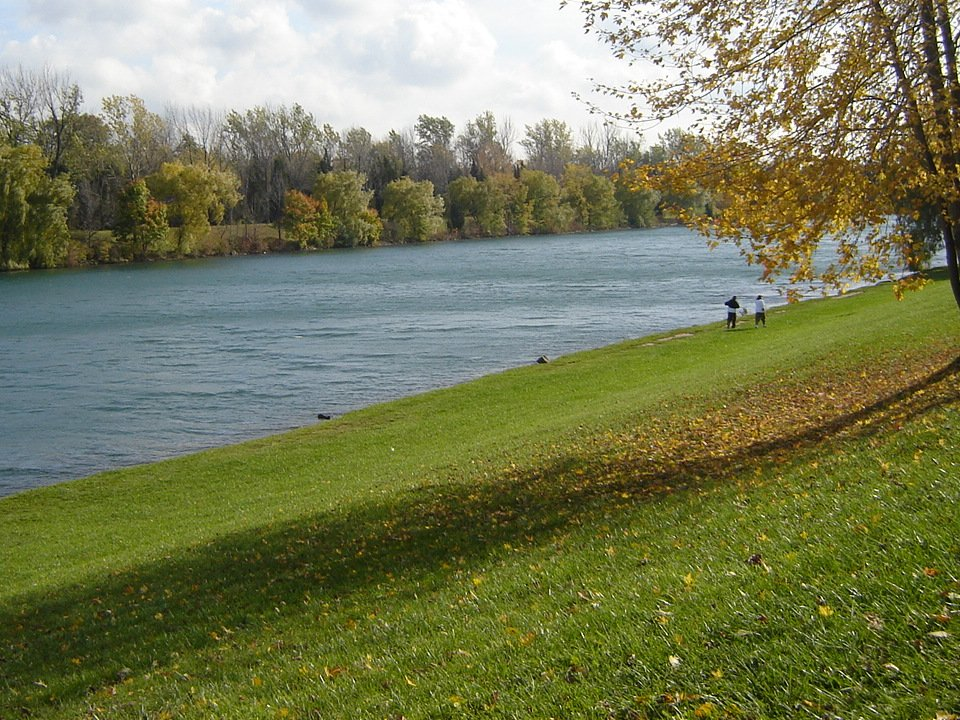
旧運河沿い

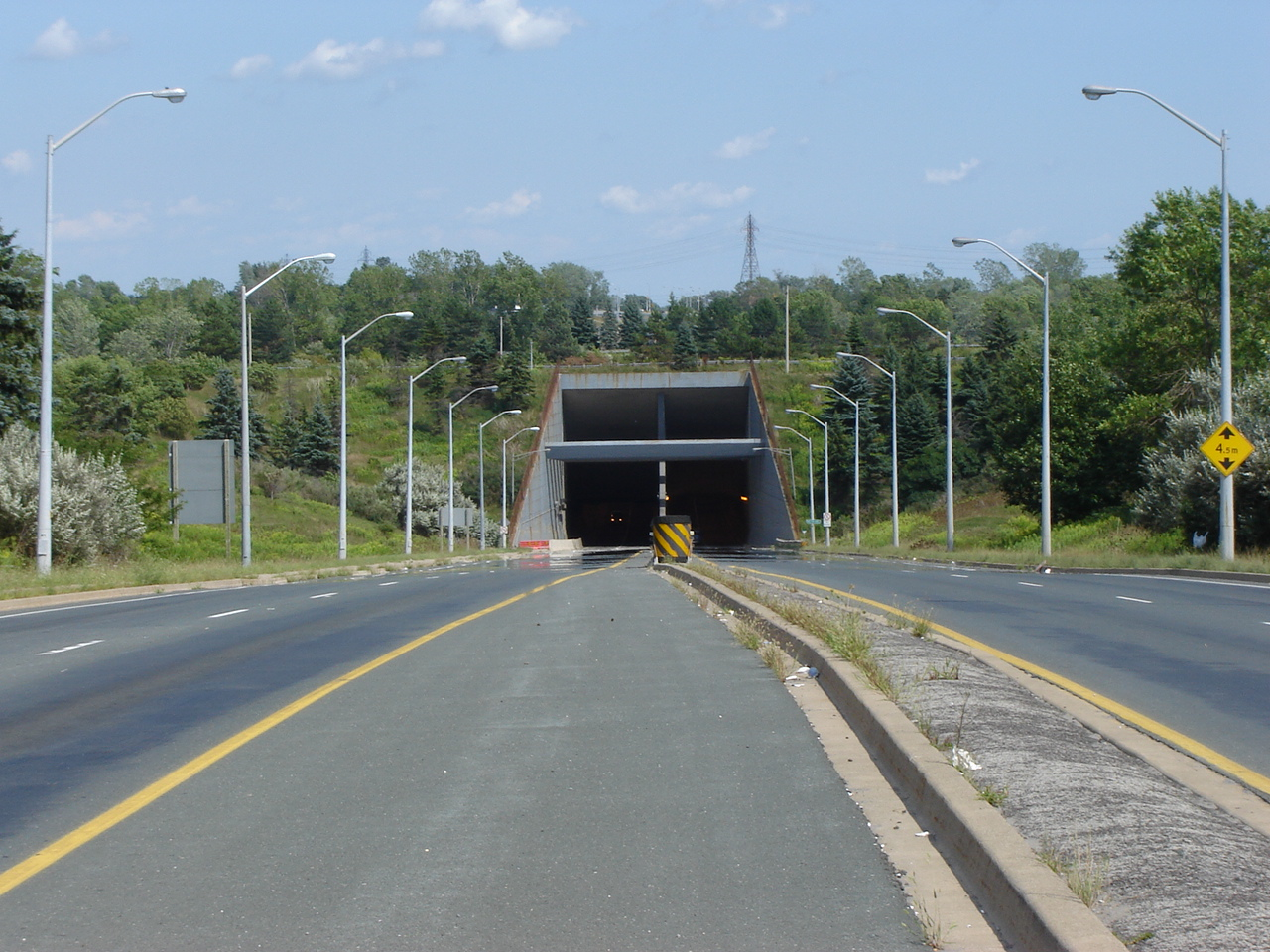
メインストリート・トンネル

ウェランド（英: Welland）は、オンタリオ州のナイアガラ地域に位置し、人口4万8,402人の都市（2001年統計）。
鉄道と水の集まる場所として知られ、鉄道はバッファローからトロントやオンタリオ州南西部を繋ぎ、水上交通はウェランド運河やウェランド川（Welland River）があり、これらは街の発展に大きな役割を果たしてきた。
フランス語の話者の割合が多いことで知られ、州内の割合の平均を超える数少ない地域のひとつ。

## 歴史
1788年から英国王党派（United Empire Loyalists）の入植が見られた。初代ウェランド運河（First Welland Canal）が建設されてから同地域は運河の歴史と深いかかわりを持つことになる。
1833年に初代ウェランド運河がエリー湖まで延長され、今はウェランドのダウンタウンとなっている辺りに、ウェランド川をまたぐ木造による水路が建設され、運河と川を行き来する閘門も造られた。これによって小さな町であったウェランドは途中下車をするのに適した関連施設の整備が行われた。
発展を遂げる中で、街は後にウェランド運河プロジェクトの創始者であるウィリアム・ハミルトン・メリット（William Hamilton Merritt）の名をとって、メリッツビル（Merrittsville）と名づけられる。この名は今でもHWY406号線（Highway 406）ができるまでナイアガラ地方の南北を結ぶ主要幹線道路であったメリッツビル・ハイウェイ（Niagara Road 50）に見ることができる。
ウェランドの名は1858年7月25日に街が組織された際に名づけられ、1917年に市政となった。
運河をより大きくするウェランド・バイパス・プロジェクト（Welland By-Pass）が1967年から開始され、1973年に完成した。ウェランドの中心にあった運河は郊外に新しく建設され、古い運河はウェランド・リクリエーショナル・ウォーターウェイ（Welland Recreational Waterway）と名づけられる。様々な娯楽関連施設を水路沿いに造る予定であったが、結局実現には至らなかった。
運河が郊外に移ったことでダウンタウンは荒廃を見せ、店は北部へと移転していった。現在、ダウンタウンは再開発が進められ、新しい公的機関の建物が入っている。

## 経済
フランス語の話者が多くバイリンガルの人材が豊富に確保できることからコールセンターが数社入っている。

## 教育
- ナイアガラカレッジ（Niagara College）

## 交通
HWY406号線（Highway 406）がソロルドやセント・キャサリンズに通ずる主要道路であり、QEW（Queen Elizabeth Way）へと繋がっている。しかし、HWY406号線の始めの9kmは他のHWY400号シリーズのハイウェイと違って有料道路となっている。
ポートコルボーンとはHWY140号線（Highway 140）とHWY58号線（Highway 58）とで繋がっている。
街の東部には運河の地下を走るメインストリート・トンネル（Main Street Tunnel）とタウンライン・トンネル（Townline Tunnel）の2つのトンネルがある。